# Lagavula gauldi
Lagavula gauldi là một loài tò vò trong họ Ichneumonidae.